# جزیره سیری
جزیره سیری (جزیره راز) جزیره‌ای ایرانی واقع در خلیج فارس است. این جزیره به شکل ذوزنقه است و اندکی بالاتر و غرب‌تر از جزیره ابوموسی قرار دارد. این جزیره ۱۷ کیلومتر مربع مساحت دارد.این جزیره تا سال ۱۹۶۲ میلادی (۱۳۴۱ هجری خورشیدی) تحت اشغال پادشاهی بریتانیای کبیر و تحت کنترل نیروی دریایی پادشاهی بریتانیا قرار داشت تا اینکه در سال 1341 در دوران نخست وزیری اسدالله علم، نیروی دریایی شاهنشاهی ایران موفق به بازپس‌گیری جزیره سیری شد. و با حمایت ارتش شاهنشاهی ایران ؛  

## نام
نام اصلی و پارسی این جزیره «راز» است که به دلیل نزدیکی با مناطق عرب‌نشین حاشیه جنوبی خلیج فارس، اعراب از برابر عربی این نام یعنی «سری» استفاده کردند. این نام در زبان‌های اروپایی سیری تلفظ شد و از راه آن زبان‌ها به پارسی امروز رسید.

## جغرافیا

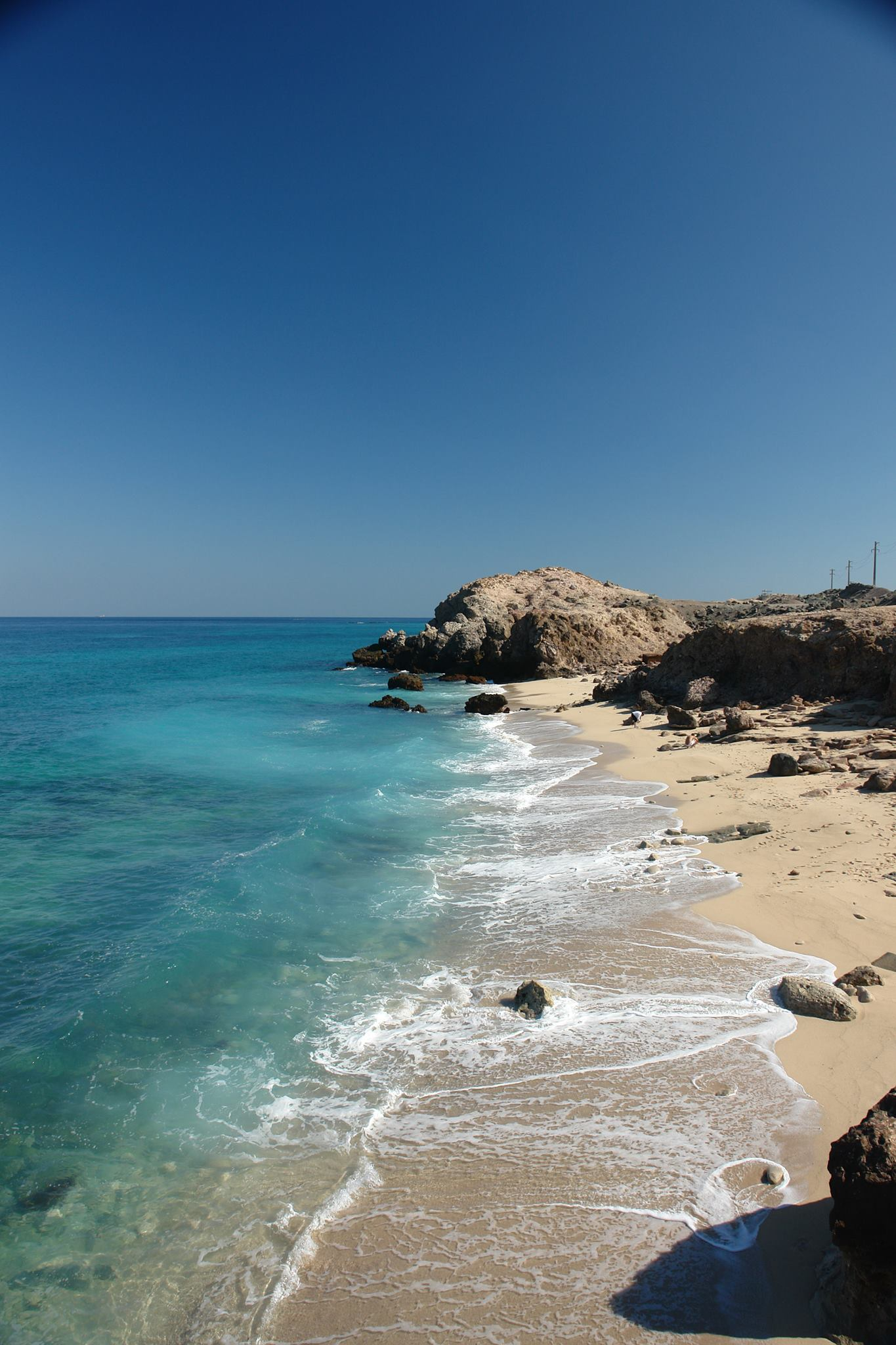
ساحل جزیره راز (سیری) در خلیج پارس

جزیره سیری یکی از نقاط دیدنی استان هرمزگان در جنوب ایران به‌شمار می‌رود.
این جزیره در آب‌های خلیج فارس قرار دارد. فاصله آن تا مرکز شهرستان ابوموسی که در بخش شرقی جزیره سیری واقع شده در حدود ۲۷ کیلومتر است. فاصله دریایی آن تا مرکز استان هرمزگان شهر بندرعباس در حدود ۱۵۲ مایل دریایی است. گستره جزیره سیری ۳/۱۷ کیلومتر مربع است.
جزیره سیری (راز) فاقد پستی و بلندی بوده و نسبتاً مسطح است. بلندترین نقطه آن ۲۴ متر از سطح دریا ارتفاع دارد و بزرگ‌ترین ابعاد طولی و عرضی جزیره ۱/۶ و ۶/۴ کیلومتر است.

## جمعیت
بر پایه سرشماری عمومی نفوس و مسکن در سال ۱۳۹۵ جمعیت این مکان ۲٬۰۴۱ نفر (۲۷خانوار) بوده است.
در حال حاضر این جزیره نظامی نفتی می‌باشد. در سال ۱۳۵۶ شرکت نفت سوفیران ۶۶ در آبهای سرزمینی ایران در محدوده جزیره میدان‌های نفتی سیوند و دنا را کشف کرد و طبق قرارداد با شرکت ملی نفت ایران عملیات حفاری و نصب سکوهای نفتی را آغاز کرد. در آذرماه ۱۳۵۷ اولین محموله نفتی از این جزیره توسط کشتی نفتکش وارنا صادر گردید.
در سال ۱۳۰۷ تعداد ۲۰ خانوار ایرانی که از شهر قلعه گنج در استان کرمان به این جزیره نقل مکان کرده بودند زندگی می‌کردند و به کشاورزی مشغول بودند.
صیفی جات، بادمجان، پیاز، تنباکو مرغوب هندوانه و خرما در این جزیره بعمل می‌آمده است که با لنج به شیخ نسین‌های خلیج فارس صادر می‌شده است.
همچنین بومیان جزیره به صید ماهی و مروارید مشغول بوده‌اند.
در سال ۱۳۶۴ به دلیل جنگ و بمباران منطقه توسط عراق، بومیان جزیره به نقاط جنوبی ایران مهاجرت کردند.

## زندگی
در بخش‌های شمالی و نزدیک کناره‌های جزیره، مناطق مسکونی همراه با دیگر تأسیسات جای گرفته‌اند. این جزیره به‌طور کامل صنعتی و نظامی است و در حال حاضر هیچ فرد بومی در آن زندگی نمی‌کند. همچنین تعداد زیادی از متخصصین شرکت ملی نفت ایران در جزیره در تأسیسات نفتی شرکت نفت فلات قاره ایران کار می‌کنند. آب و هوای این جزیره در تابستان گرم و مرطوب است و زمستان‌هایی معتدل دارد. ساحل این جزیره به‌دلیل مسکونی نبودن آن از جمله بکرترین سواحل ایران به حساب می‌آید.
گونه‌های جانوری معدودی در این جزیره یافت می‌شود که از آن جمله می‌توان به آهو، طوطی (که اکنون دیگر در جزیره یافت نمی‌شوند و ظاهراً به دلیل ازدیاد کلاغ‌ها منقرض شدند)، گربه، مار، آفتاب‌پرست، کلاغ، گنجشک، خرچنگ، مرغ دریایی، مرغ، خروس و … را نام برد.
در گذشته افرادی بومی در این جزیره زندگی می‌کردند که به مرور زمان از آن جا کوچ کردند. بر سر این جزیره، ایران سال‌ها با کشورهای حوزه خلیج فارس مشکل داشته است اما اکنون از جزیره‌های ایران است.
جزیره سیری دارای فرودگاه و اسکله است. پروازهای مسافری منظمی از بندرعباس، شیراز، تهران، اهواز و اصفهان به فرودگاه صورت می‌گیرد. همچنین شناورهای مسافری و باربری از بندرلنگه به این جزیره تردد دارند.
به دلیل ماهیت نفتی - نظامی بودن این جزیره و اهمیت استراتژیک، ورود افراد عادی به آن ممنوع بوده و افراد برای ورود نیاز به دریافت مجوز دارند.

## پوشش گیاهی و جانوران
در این جزیره تعداد قابل توجهی نخل خرما به‌طور پراکنده وجود دارد. این منطقه پوشش گیاهی فقیری دارد. در این جزیره معدن خاک سرخ نیز موجود است.
از حیوانات این جزیره می‌توان از آهو، گربه و مرغ دریایی و … نام برد. آب و هوای این جزیره گرم و شرجی است. درخت انجیر واژگون یکی از جاذبه‌های این جزیره است.

## اهمیت استراتژیک
این جزیره یکی از جزایر منطقه نازعات بوده و از نظر استراتژیکی از اهمیت ویژه‌ای برخوردار است به همین دلیل نیروهای منطقه پنجم نیروی دریایی سپاه پاسداران انقلاب اسلامی در جزیره مستقر بوده و امنیت آن را تأمین می‌کنند. همچنین به دلیل نزدیکی به مرز دریایی ایران، به عنوان پایگاهی برای قایق‌های تندرو سپاه پاسداران انقلاب اسلامی جهت گشت‌زنی و تأمین امنیت مرز آبی از آن استفاده می‌شود.